# Ваклиново
Ваклѝново (до 1960 г. – Марулево) е село в Югозападна България. То се намира в община Сатовча, област Благоевград.

## Население

### Етнически състав
Преброяване на населението през 2011 г.
Численост и дял на етническите групи според преброяването на населението през 2011 г.:
|                     | Численост |
| Общо                | 958       |
| Българи             | 537       |
| Турци               | 0         |
| Цигани              | -         |
| Други               | 7         |
| Не се самоопределят | 45        |
| Неотговорили        | 366       |

## География
Село Ваклиново се намира в планински район. То попада в историко-географската област Чеч. Климатът е преходно-средиземноморски с планинско влияние. През селото тече Марулевска река, приток на Кочанската река. Почвите са предимно кафяви планинско-горски и се отглежда тютюн, зърнени и фуражни култури. Най-високата точка в землището е връх Марашова чука – 1414 метра надморска височина. Чуката, заедно с цялата местност „Мараша“, както и местностите „Проднаица“ и „Дългия боаз“, попадат в землището на Ваклиново през 1992 година, а допреди това са били в землището на село Кочан. Тъй като земята в тези местности е на кочански собственици, се правят опити местностите да бъдат отново върнати на кметство Кочан. Други високи точки в землището на селото са върховете Падибога – 1309 метра, Куртев рид – 1130 метра и Брезовец – 1124 метра, където има изградена кула на Глобул.

## История
Село Ваклиново (преди Марулево) произлиза от село Кочан, което се намира на около 3 километра по на запад, като първоначално е било наричано Кочан махалеси. 
Преданието гласи, че по време на чумната епидемия от 1502 година, трима братя заедно с семействата си се преместват там, за да търсят спасение от „черната напаст“. Според плочата на джамията в селото, тя е построена през 1254 година (по хиджра), което прави приблизително 1838 година и дава основание да се смята, че Ваклиново е обособено като отделно селище към 18-XIX век.
Според Николай Хайтов, Мехмед Синап е роден в Бръщен, но останал сирак и някакъв „гребинар“ го отгледал. Твърде вероятно е този човек да е бил от Ваклиново, тъй като ваклиновци били наричани „гребинари“ и освен това в целия Чеч, според Васил Кънчов, се правели гребени само във Ваклиново и Дебрежен.
В XIX век Ваклиново е българо-мюсюлманско село в Неврокопска каза на Османската империя. В „Етнография на вилаетите Адрианопол, Монастир и Салоника“, издадена в Константинопол в 1878 година и отразяваща статистиката на населението от 1873 година, Марулево (Maroulévo) е посочено като село с 63 домакинства и 175 жители българо-мохамедани. През 1899 година селото има население 395 жители според резултатите от преброяване населението на Османската империя.

### След Руско-турската война
Съгласно статистиката на Васил Кънчов („Македония. Етнография и статистика“) към 1900 година Ваклиново (Марулево) е българо-мохамеданско селище. В него живеят 300 българи-мохамедани в 50 къщи. Според Стефан Веркович към края на XIX век Ваклиново има мюсюлманско мъжко население 208 души, което живее в 63 къщи. Според данните от преброяванията през годините 1926, 1934, 1946 и 1956, населението на Ваклиново (Марулево) е било съответно 506, 551, 632 и 743 души.
През 1912 година населението на Ваклиново бива насилствено покръстено. След влизането на България в Междусъюзническата война през 1913 година, попът е впрегнат в хомот и принуден да влачи рало, след което е бил съсечен. Във Ваклиново била организирана чета, която да противодейства на българската армия и българските хайдушки дружини и така Ваклиново дава своя принос към въстанието, родило Гюмюрджинската република. Ваклиновската чета действала заедно с четите от селата Кочан, Любча, Вълкосел и Доспат. Тези чети се състояли от по 30, 50 или 60 души. В нощта на 26 срещу 27 септември 1913 година те извършват нападение срещу заставата в село Чавдар.
Според Димитър Гаджанов в 1916 година в Кочан, Бръшлян и Жишево, Любча, Марулево, Осина и Црънча живеят 2416 българи-мюсюлмани.
До повторно насилствено покръстване не се стига, от каквото се опасявало населението, но то било крайно изплашено, притиснато от хайдутите, забравено от властта и потънало в мизерия. Хората вече не издържат и започват да мислят за бягство в Турция през Гърция. Охраната по границата е затегната. На 8 май 1934 година министъра на войната изпраща съобщение до Министерството на вътрешните работи:
„На 8 м. м., към 16 часа са заловени при опит за бягство в Гърция следните жители на с. Марулево: Ибрахим Ибр, Айвазов със сина си Асан; 2. Ахмед Адрахманов с жена си, едно дете и баба си. Същите признали, че щели да минат границата западно от с. Бръщен и се предадат на гърците в с. Избище. Причини за бягството крайно бедното им положение и че очаквали в Турция да намерят по-добри условия за живот.“
През нощта на 1 срещу 2 юли 1953 година при римския мост над река Доспат между селата Црънча и Бръщен започнала престрелка между граничен наряд в състав ефр. Александров и р-к Ганев, и група въоръжени диверсанти (според комунистическата трактовка и борци против комунизма според тази на демократичното правителство до 9.9.1944), които опитвали да се върнат в базата си на гръцка територия. Пръв на помощ на другарите си при римския мост се притичва мл. с-т Вергил Ваклинов заедно с кучето си Вихър. Той преследва диверсантите, като обезврежда и убива част от тях, но е смъртоносно прострелян в местността Чуката (сега Ваклинова чука) на самата граница югоизточно от с. Бръщен. Изпратен е самолет да транспортира ранения граничар до болница, който кацнал на „Марулевските ливади“ в непосредствена близост до село Ваклиново (тогава още Марулево), но животът на Ваклинов свършил по време на полета. През 1960 г. името на селото е сменено от Марулево на Ваклиново, а в малкия парк в центъра му, изграден паметник на Вергил Ваклинов и кучето му Вихър. В османските документи селото се среща под името Марулева (на османски турски: مــأـرـوـلــوﻩ).

## Религии
Населението се състои от българи-мюсюлмани и изповядва предимно ислям. Джамията в селото е построена през 1838 година (1254 година по хиджра). Строежът се ръководи от Ахмед Гази Абдурахман. Първият имам на Ваклиново (тогава още Марулево) е Абдулах Бекиров, официално назначен през 1920 и изпълнявал длъжността до 1930 година. След него длъжността изпълняват:
- Алил Алилов Бекиров (1936 – 1940)
- Асан Моллахасанов (1941 – 1950)
- Абдула Юсеинов Бекиров (1951 – 1962)
- Шефкед Алилов Бекиров (1963 – 1988)
- Незми Гордал от село Рибново (1996 – 7 юни 1999)
- Агуш Расимов Ристемов (8 юни 1999 – 17 август 2017)
- Асан Асанов Ристемов (от 18 август 2017)

Във Ваклиново е имало голямо минаре с около 70 стъпала, но по време на Балканската война през 1912 година е подкопано и съборено от ВМРО. Така селото остава без минаре. Хората от селото си построяват дъсчено такова, което съществува до 1965 година. През 1986 година с материали, събрани от жителите на селото е построено ново масивно минаре, което е озвучено с 2 говорителя. През 2000 година е построена и нова масивна джамия, като минарето е високо 60 стъпала.

## Обществени институции
- ОУ „Стефка Събчева“. Основано е през 1926 година като начално, а през 1974 година става основно. Носи името на първата учителка и основателката му.
- Детска градина и детска ясла – открити през 1978 година.
- Здравна служба – открита през 1978 година.
- Поща – открита през 1978 година.

### Читалище
Народно читалище „Първи май“ е създадено през месец юли 1957 година. Група от инициативни младежи начело с Ахмед Мусов и Юлиян Братанов закарват едно магаре с тютюневи кошове, отиват в читалище „Просвета“ в село Кочан, от където вземат 100-тна книги и така създават Народно читалище „Първи май“. Ахмед Мусов става председател, а Юлиян Братанов библиотекар. Следват ги:
- председател Шам Шамов, около 10 години – библиотекар Искрен Заимов
- председател Емил Джинджиев, около 11 години – библиотекар Искрен Заимов
- председател Искрен Младенов около 9 години – библиотекар Румен Биляров
- председател Валентин Елинов – библиотекар Румен Биляров (ръководители)

Към 2007 година в библиотеката има 4860 тома, която се ползва от 175 регистрирани читатели:
- Общ брой читатели – 175
  - с висше образование – 15
  - деца под 14 години – 119
  - жени – 41
- Зает библиотечен фонд
  - Книги за дома – 1903 тома
  - Периодични издания – 100
  - Посещения – 2500
  - Новонабавена литература – 295 тома

## Културни и природни забележителности
В селото има паметник на Вергил Ваклинов и кучето му Вихър.
В местността „Рата“ южно от селото има група от четири малки пещери, наречени „Мечкини дупки“. Образувани са в тънки пластове мрамор и талкошисти, прослоени с гнайси. Имат сложен карстово-тектоно-процепен произход. Пещерите са хоризонтални или низходящи с дължина съответно 13, 6, 17 и 5 метра. Входовете са силно удължени, а галериите са тесни и труднопроходими. Многобройните кварцови жили са формирали скални мостове и корнизи. Бедни на синтрови образувания – дребни сталактити, сталагмити, сталактони и синтрови кори.
В местността „Пади бога“ северно от Ваклиново са запазени останки от тракийска крепост (41°36′54.5″ с. ш. 24°03′17.5″ и. д. / 41.615139° с. ш. 24.054861° и. д.). В подножието ѝ са открити останки от селище от късния период на желязната епоха и античната епоха, съществувало вероятно и през средновековието, а в района има няколко надгробни могили. Източно от Ваклиново в местността „Петров ден“, има руини от средновековна църква. До южния край на селото, в местността „Кардалъма“, са запазени следи от път с ширина 2 метра, за който се предполага, че е от преди османския период.
В землището на селото се намират и историческите чешми Катучова, Жълтата и Набиева.

## Личности
Починали във Ваклиново
- Вергил Ваклинов – граничар

Други
- Мехмед Синап – горски разбойник

## Редовни събития
- Ежегодният събор, известен като „Ваклиновски събор“, се провежда през месеците юли или август в местността „Ваклиновски/Марулевски ливади“ непосредствено до село Ваклиново.